# Ambrus Zoltán (író)
Ambrus Zoltán (Debrecen, 1861. február 22. – Budapest, 1932. február 28.) magyar író, kritikus, műfordító, színigazgató, a Magyar Tudományos Akadémia levelező tagja. Írói álneve: Idem.

## Életrajz
Ambrus József és Spett Vilma (Speth Wilhelmina) fia. Középiskoláit 1869 és 1877 között Nagykárolyban, majd Budapesten végezte. 1877 és 1881 között jogot végzett a budapesti egyetemen. De az irodalom jobban vonzotta, mint a jogtudomány, így már 1885–1886-ban a párizsi Collège de France-ban és a Sorbonne-on francia nyelvtörténeti és irodalmi előadásokat hallgatott. Hazatérve A Hét munkatársa lett. Írásokat közölt a Borsszem Jankóban is.

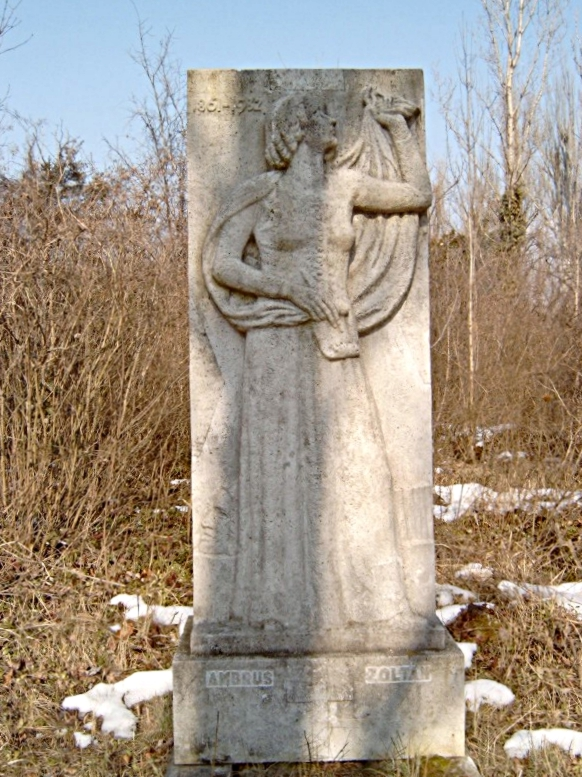
Ambrus Zoltán író sírja Budapesten, Kerepesi temető: 46-1-93. Beck Ö. Fülöp műve

1887. július 25-én az erzsébetvárosi plébániatemplomban házasságot kötött alsebesi mélynádasi Tormássy Gizellával, az Ország-Világ című lap munkatársával. A vőlegény esküvői tanúja Benedek Elek országgyűlési képviselő, író volt, a menyasszonyé Tormássy Örs bankhivatalnok. Kislányuk, Gizella Szidónia születése (1888. május 17.) után néhány nappal neje gyermekágyi lázban elhunyt (június 6.).
1894. június 11-én házasságot kötött Benkő Etelka opera-énekesnővel a józsefvárosi plébániatemplomban, a vőlegény tanúja Náday Ferenc színész volt.
1900-tól az Új Magyar Szemle című lapot szerkesztette, és Voinovich Gézával a Klasszikus Regénytárt. 1917 és 1922 között a Nemzeti Színház igazgatója volt.
Tagja volt a Kisfaludy és a Petőfi Társaságnak. A századforduló magyar prózájának egyik kiemelkedő művelője, Gustave Flaubert, Guy de Maupassant, Anatole France követője volt. Finom lélektani megfigyeléseivel az új magyar színikritika megteremtője. A francia realista próza kitűnő fordítója és méltatója. A Nyugat alapítói közé tartozott.
Egyike az első íróinknak, akiknél a modern nagyvárosi lét jelenik meg. Önéletrajzi ihletésű nagyregénye, a Midas király (1891), amelyben a művészlét konfliktusait ábrázolja. A Giroflé és Girofla c. regénye (1901) a dzsentri életforma hanyatlását rajzolja meg.
Művei (regények és novellák) mintegy tizenhat kötetet tesznek ki. Egyéni hangvételű színikritikái, és a realista francia prózából készített fordításai is megőrizték nevét.
Ambrus korának egyik legnagyobb tekintélyű, igen művelt, sikeres irodalmára volt.
Édesanyja nyaralót vett Gödöllőn, ahol sok cikke, írása készült Ambrusnak. Szülei és Vilma húga sírja ma is a gödöllői temetőben található.
Unokája dr. Fallenbüchl Zoltán történész évekig múzeumot tartott fenn a villában, melynek kertjét Búza Barna az íróról 1985-ben készült szobra díszíti.

## Művei

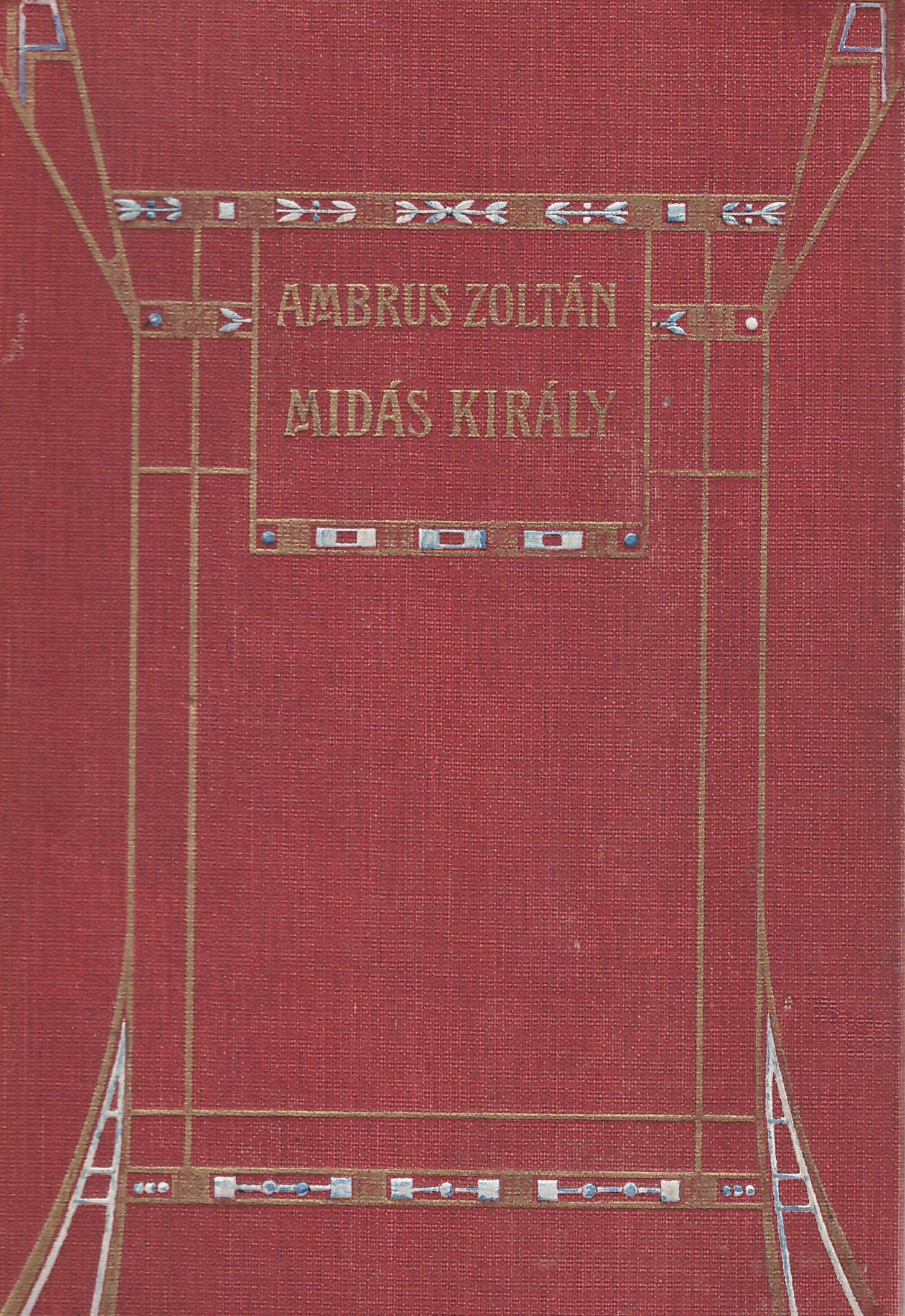
Midás király (1910-es évekbeli kiadás)

- Idem: Az elkeresztelési kérdés megoldásáról; Athenaeum, Budapest, 1892
- Ninive pusztulása és egyéb történetek; Athenaeum, Budapest, 1895 (Az Athenaeum Olvasótára)
- Szeptember. Regény; Athenaeum, Budapest, 1897 (Az Athenaeum olvasótára)
- Pókháló kisasszony. 10 elbeszélés; Athenaeum, Budapest, 1898 (A Magyar és Világirodalom Kincsestára)
- Hajótöröttek. Nyolc elbeszélés; Lampel, Budapest, 1898 (Magyar Könyvtár)
- A gyanú és más elbeszélések; Singer-Wolfner, Budapest, 1900 (Egyetemes Regénytár XV.)

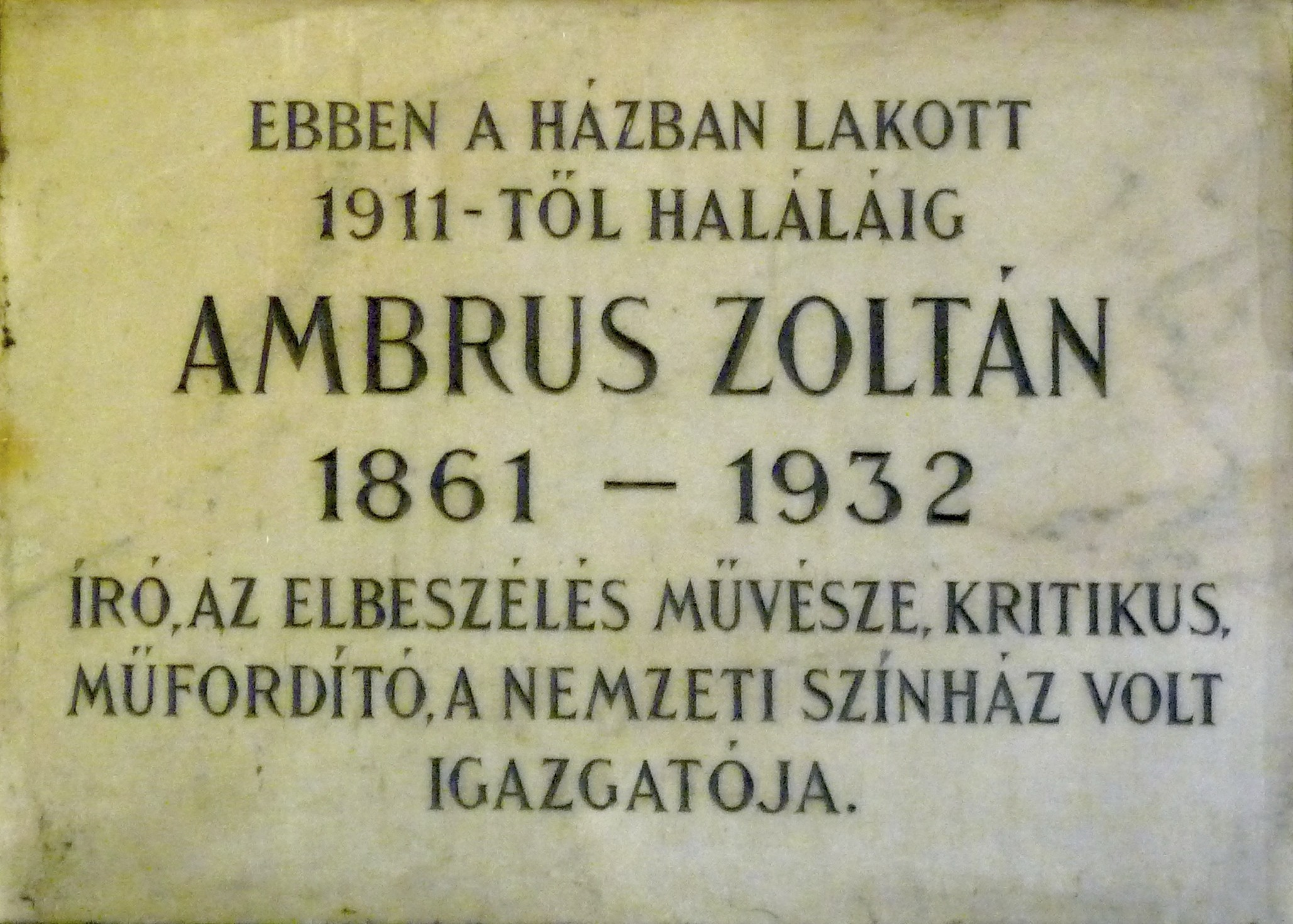
Emléktáblája egykori lakhelyén: Budapest, Jőzsefváros, Üllői út 36.

- Giroflé és Girofla. Regény, 1-2.; Singer és Wolfner, Budapest, 1901 (Szines Könyvek) Online
- Árnyék-alakok. Hét elbeszélés; Lampel, Budapest, 1901 (Magyar Könyvtár)
- Berzsenyi báró és családja. Tollrajzok a mai Budapestről; Lampel, Budapest, 1902 (Magyar Könyvtár)
- Kevélyek és lealázottak. Elbeszélések; Lampel, Budapest, 1903 (Magyar Könyvtár)
- Álomvilág. Elbeszélések; Révai, Budapest, 1906 (Ambrus Zoltán munkái)
- Midás király, 1-2.; Révai, Budapest, 1906
- Törpék és óriások; Révai, Budapest, 1907
- Őszi napsugár. A gyanú; Révai, Budapest, 1907 (Ambrus Zoltán munkái)
- Solus eris; Révai, Budapest, 1907 (Ambrus Zoltán munkái)
- A Berzsenyi-leányok tizenkét vőlegénye. Tollrajzok a mai Budapestről; Révai, Budapest, 1907 (Ambrus Zoltán munkái)
- Leányok, asszonyok. Elbeszélések; Révai, Budapest, 1908 (Ambrus Zoltán munkái)
- Budapesti mesék. Elbeszélések; Révai, Budapest, 1908 (Ambrus Zoltán munkái)
- Furcsa emberek. Elbeszélések; Révai, Budapest, 1908 (Ambrus Zoltán munkái)
- Kegyelem kenyér, és egyéb elbeszélések; Engel Ny., Budapest, 1909 (Mozgó Könyvtár)
- Ámor és a halálfej. Elbeszélések; Lampel, Budapest, 1909 (Magyar Könyvtár)
- Az utolsó jelenet; Schenk, Budapest, 1910 (Mozgó Könyvtár)
- Kultúra füzértánccal. Elbeszélés; Nyugat, Budapest, 1910
- Jancsi és Juliska és egyéb elbeszélések; Lampel, Budapest, 1910
- Téli sport és egyéb elbeszélések; Lampel, Budapest, 1910 (Magyar Könyvtár)
- Haldoklók. És más elbeszélések kiváló magyar íróktól; Singer-Wolfner, Budapest, 1910
- Ifjúság. Elbeszélések; Nyugat, Budapest, 1911 (Nyugat Könyvtár)
- Lillias; Lampel, Budapest, 1911 (Magyar Könyvtár)
- A tegnap legendái. Tollrajzok; Révai, Budapest, 1913
- Nagyvárosi képek. Tollrajzok; Révai, Budapest, 1913
- Vezető elmék. Irodalmi karcolatok; Révai, Budapest, 1913 (Ambrus Zoltán munkái) Online
- Régi és új világ. Elbeszélések; Révai, Budapest, 1913 (Ambrus Zoltán munkái)
- Színházi esték; Élet, Budapest, 1914 (Az "Élet" Könyvei)
- Régi és új színművek. Színházi bírálatok. 1-2. füz.; Lampel, Budapest, 1914-1917
- Mozi Bandi kalandjai; Magyar Kereskedelmi Közlöny, Budapest, 1914
- A tóparti gyilkosság és egyéb elbeszélések; Athenaeum, Budapest, 1915
- A kém és egyéb elbeszélések; Athenaeum, Budapest, 1918
- Ninive pusztulása; Érdekes Újság, Budapest, 1919 (Legjobb Könyvek)
- A kritikáról; Genius, Budapest, 1920 (Genius-könyvtár) Online
- Költők és szerzők. Irodalmi karcolatok; Athenaeum, Budapest, 1923
- Elbeszélések; Magyar Bibliophil Társaság, Budapest, 1926
- A Berzsenyi dinasztia. Tollrajzok a mai Budapestről; Révai, Budapest, 1928
- Válogatott elbeszélések; vál. Voinovich Géza; Révai, Budapest, 1944

- Giroflé és Girofla. Regény és válogatott elbeszélések; vál., sajtó alá rend. Fallenbüchl Zoltán, bev. Gyergyai Albert; Szépirodalmi, Budapest, 1959
- A tóparti gyilkosság. Kisregények és válogatott elbeszélések; sajtó alá rend. Fallenbüchl Zoltán; Szépirodalmi, Budapest, 1961
- Ambrus Zoltán levelezése; sajtó alá rend., jegyz. Fallenbüchl Zoltán, bev. Diószegi András; Akadémiai, Budapest, 1963 (Új magyar múzeum Irodalmi dokumentumok gyűjteménye)
- A bazár ég. Novellák, elbeszélések; bev. Pataki Bálint; Irodalmi, Bukarest, 1964
- Midas király. Regény; utószó Gyergyai Albert; Szépirodalmi, Budapest, 1967 (Magyar Elbeszélők)
- Solus eris; sajtó alá rend. Fallenbüchl Zoltán; Szépirodalmi, Budapest, 1972 (Kiskönyvtár)
- Midas király. Regény; utószó Bernád Ágoston; Kriterion, Bukarest, 1974 (Magyar Klasszikusok)
- A türelmes Grizeldisz; Szépirodalmi, Budapest, 1978 ISBN 963-15-1136-7
- A gyanú; vál., szöveggond. Fallenbüchl Zoltán; Szépirodalmi, Budapest, 1981
- Színház; vál., szöveggond. Fallenbüchl Zoltán, Szépirodalmi, Budapest, 1983
- A tóparti gyilkosság. Kisregények; szöveggond. Fallenbüchl Zoltán; Szépirodalmi, Budapest, 1986
- Háborús jegyzetek, 1914–1917; sajtó alá rend. Buda Attila, Farkas Charlotte; Napkút, Budapest, 2021
- "Mije lehetek én önnek?". Ambrus Zoltán és Jászai Mari levelezése, 1885; összegyűjt., sajtó alá rend., bev., jegyz. Buda Attila; Ráció, Bp., 2023